# Dougouolo
Dougouolo è un comune rurale del Mali facente parte del circondario di Bla, nella regione di Ségou.
Il comune è composto da 6 nuclei abitati:
- Dougouolo
- Kaniégnè
- Namaziéla
- Pèguèna 1
- Pèguèna 2
- Pétésso